# نیم‌کالینگ

سلسله مراتب عدم توافق گراهام نیم‌کالینگ را به‌عنوان پایین‌ترین نوع استدلال در یک عدم توافق فهرست می‌کند.

نِیم‌کالینگ (به انگلیسی: Name calling) نوعی آزار زبانی است که در آن برچسب‌های توهین‌آمیز یا تحقیرآمیز بسوی یک فرد یا گروهی هدایت می‌شود. این پدیده توسط رشته‌های آکادمیک گوناگونی همچون مردم‌شناسی، روان‌شناسی کودک، و علوم سیاسی مورد مطالعه قرار می‌گیرد. همچنین توسط رتوریسین‌ها و انواعی دیگر از رشته‌ها که تکنیک‌های پروپاگاندا و علل و اثرات آن‌ها را مطالعه می‌کنند مورد مطالعه قرار می‌گیرد. این تکنیک به‌طور مکرر بیش‌تر از همه در در گفتمان سیاسی و سیستم‌های مدرسه‌ای، در کوششی به‌منظور به‌طور منفی برخورد کردن با رقبایشان به کار بسته می‌شود.

## به‌عنوان یک بایاس شناختی در پروپاگاندا
نیم‌کالینگ یک سوگیری شناختی و تکنیکی برای اشاعه پروپاگاندا می‌باشد. پروپاگاندا گرایان از تکنیک نیم‌کالینگ برای ایجاد ترس در آن‌ها که در معرض پروپاگاندا هستند استفاده می‌کنند، که در نتیجه باعث شکل‌گیری رأیی منفی درباره یک شخص، گروه یا مجموعه ای از عقاید یا ایده‌ها می‌شوند. این متد بجهت برانگیختن استنتاج‌ها و کنش‌های منفی دربارهٔ مسئله‌ای، به جدای از بررسی فکت‌های امر در نظر گرفته شده‌است، نیم‌کالینگ از این روی بر پایه خصلت‌هایش جایگزینی برای استدلال‌های معقول و مبتنی بر فکت علیه یک ایده یا عقیده می‌باشد، و تبدیل به استدلال توسل به شخصی می‌گردد.

## در سیاست و افکار عمومی
سیاست‌مداران گاهی در طول کمپین‌های سیاسی یا رویدادهای عمومی با نیت کسب برتری بر، یا دفاع از خودشان از، خصمی یا منتقدی، به «نیم‌کالینگ» متوسل می‌شوند. غالباً چنین نیم‌کالینگ‌هایی، همچون استفاده از اصطلاح «فلیپ-فلاپر» (flip-flopper)، شکل برچسب‌گذاری بر طرف مقابل به‌عنوان رقمی غیرقابل‌اتکاء و غیرقابل اعتماد به خود می‌گیرد.

## تصورات غلط رایج
«نیم‌کالینگ» یا آزار کلامی بیجا به خودی خود نمونه ای از مغالطه منطقی توسل به شخص نیست. آن مغالطه فقط در صورتی رخ می‌دهد که حملات شخصی به‌منظور از ارزش انداختن استدلال گوینده به‌واسطه حمله به گوینده استفاده شوند؛ توهین‌های شخصی در وسط استدلالی از جهاتی دیگر استوار، حملات به شخص نیستند.

## ارجاعات
1. ↑  "Reporting America at War - Propaganda Techniques" (PDF). PBS. Retrieved February 28, 2019.
2. ↑  Andy McDonald, Lene Palmer. Propaganda Techniques بایگانی‌شده  در مارس ۲, ۲۰۰۹ توسط Wayback Machine, George Mason University
3. ↑  "The Ad Hominem Fallacy Fallacy". Plover.net. Archived from the original on 2013-08-14. Retrieved 2013-07-27.
4. ↑  "Logical Fallacy: Argumentum ad Hominem". Fallacyfiles.org. Retrieved 2013-07-27.
5. ↑  Ad hominem fallacy بایگانی‌شده  در ۱۹ ژوئیه ۲۰۱۳ توسط Wayback Machine, Logical Fallacies, Formal and Informal, Independent Individualist.
6. ↑  "AdHominem". Drury.edu. Archived from the original on 2013-08-18. Retrieved 2013-07-27.
7. ↑  "Logical Fallacies" Ad Hominem (Personal Attack)". Logicalfallacies.info. Archived from the original on 7 June 2015. Retrieved 2013-07-27.